# Call of Duty
Call of Duty (kurz CoD) ist eine Computerspielreihe des US-amerikanischen Publishers Activision aus dem Genre der Ego-Shooter. Der Spieler übernimmt darin üblicherweise die Rolle eines Soldaten in einem Kriegsszenario. Der erste Titel der Reihe, entwickelt von Infinity Ward, wurde im Herbst 2003 veröffentlicht und spielt im Zweiten Weltkrieg. Spätere Titel sind in zeitgenössischen oder futuristischen, in der Regel aber fiktiven Szenarien angesiedelt.
Neben der meist linearen Einzelspieler-Kampagne bilden die verschiedenen Mehrspieler-Optionen einen Hauptschwerpunkt der Reihe. Neue Spiele werden in einem jährlichen Rhythmus veröffentlicht, zuletzt erschien Call of Duty: Black Ops 6.
Die Serie zählt zu den größten und erfolgreichsten Spielefranchises. Bis November 2009 wurden über 55 Millionen Spiele verkauft, wodurch die Serie Gesamteinkünfte von über 3 Milliarden US-Dollar erzielte.
2011 arbeiteten mehr als 500 Entwickler an der Call-of-Duty-Marke. Neben Infinity Ward sind die ebenfalls zu Activision gehörenden Studios Treyarch und Sledgehammer Games im zeitlichen Wechsel federführend mit der Entwicklung neuer Teile beauftragt, hinzu kommen weitere Entwicklerstudios von Activision wie Infinity Ward und Raven Software, die unterstützend zur Entwicklung beitragen.

## Spiele

### Call of Duty
Der erste Teil der Reihe besitzt keine zusammenhängende Hintergrundgeschichte. Der Spieler übernimmt vielmehr episodenhaft die Rolle von Soldaten verschiedener alliierter Nationen und kämpft in teils erfundenen, meist aber in historischen Schlachten. Viele der Entwickler entstammen dem Team, welches Medal of Honor: Allied Assault entwickelt, wodurch es als geistiger Nachfolger gilt. Es erschien für Windows, Mac OS X, Nokia N-Gage sowie unter dem Titel Call of Duty Classic für die Konsolen PlayStation 3 und Xbox 360.

### Call of Duty: United Offensive
Die erste Erweiterung enthält neben neuen Karten auch neue Waffentypen, wie beispielsweise eine Bazooka für die US-Army oder den Flammenwerfer für die Wehrmacht. Besonders prägnant im Vergleich zu anderen Spielen der Spielereihe ist, dass man auch im Multiplayer diverse Panzer, Jeeps und Artilleriegeschütze steuern kann – zum Teil mit mehreren Spielern gemeinsam. Es existieren keine Klassen, sodass nach jedem Ableben des Spielcharakters eine neue länderspezifische Waffe gewählt werden kann. Ebenso ist es in diesem Add-on möglich zu sprinten, Granaten abzukochen und im Gefecht mit Hilfe eines Fernglases Ziele auszumachen und diese mit Artillerie zu bombardieren.

### Call of Duty: Finest Hour
Call of Duty: Finest Hour ist ein Spiel für die Konsolen Xbox, PlayStation 2 und Nintendo GameCube. Es ist am 2. Dezember 2004 erschienen. Die Xbox- und die PS2-Version können auch online gespielt werden. Zur Auswahl stehen die drei alliierten Großmächte USA, Großbritannien und UdSSR. Die Kampagne umfasst erst die UdSSR in Stalingrad, dann Großbritannien In Nordafrika und schließlich die USA in Aachen.

### Call of Duty 2
Die Fortsetzung Call of Duty 2 wurde am 3. November 2005 für Windows und als Launchtitel für Xbox 360 veröffentlicht. Rund ein halbes Jahr nach der Windows-Version erschien Call of Duty 2 für Mac OS X.

### Call of Duty 2: Big Red One
Das Spiel erschien für die Konsolen GameCube, Xbox und PlayStation 2 im Herbst 2005 und erhielt keine Jugendfreigabe. Zum ersten Mal bricht das Spiel mit dem Konzept der Vorgänger: Im Gegensatz zu CoD 1 und 2 ist man während des gesamten Spiels Soldat einer Einheit: Fighting 1st, die wegen ihrer Verbandsabzeichen auch Big Red One genannt werden. Die Stimme in der englischen Version gehört Mark Hamill, welcher in The Big Red One eine Hauptrolle hatte. Diverse Schauspieler aus der Miniserie Band of Brothers – Wir waren wie Brüder liehen den anderen Spielcharakteren der Einheit ihre Stimme.

### Call of Duty 3
Call of Duty 3 war ab Ende 2006 für die Konsolen Xbox, Xbox 360, PlayStation 2 und Wii erhältlich, ab März 2007 auch für die PlayStation 3. Es handelt im besetzten Frankreich, wobei in der Einzelspieler-Kampagne ausschließlich Soldaten der Alliierten gesteuert werden können. Die Versionen für Xbox 360 und PlayStation 3 verfügen über einen Online-Mehrspieler-Modus für bis zu 24 respektive 16 Spieler. Einer der größten Unterschiede zu Call of Duty 2 ist die Bedienungsmöglichkeit von Fahrzeugen.

### Call of Duty: Roads to Victory
Call of Duty: Roads to Victory ist die erste PlayStation-Portable-Version des Spiels für den Sony-Handheld, welche am 23. März 2007 veröffentlicht wurde. Die deutsche Version wurde hierfür zensiert und erhielt eine USK-18-Freigabe.

### Call of Duty 4: Modern Warfare
Am 8. November 2007 erschien Call of Duty 4: Modern Warfare (deutsch: Moderne Kriegsführung). Das Spiel handelt im Gegensatz zu den Vorgängern in einer alternativen Gegenwart oder der nahen Zukunft, in der die Kriegsschauplätze im nahen und mittleren Osten lokalisiert sind. Das Spiel konzentriert sich auf die Techniken moderner Infanterie-Gefechtsführung und erteilt dem Spieler die Kontrolle über Soldaten in sehr unterschiedlichen Einsatzszenarien, welche sich zum Teil von denen der bisherigen Call-of-Duty-Spiele unterscheiden. Einsätze mit schweren Kampfhandlungen wechseln sich dabei mit ruhigeren Aufträgen und Scharfschützenmissionen ab. Der inhaltliche Wechsel zu moderner Gefechtsführung ermöglicht zudem auch den Einsatz einer Reihe moderner Handfeuerwaffen und Technologien. In den 18 Missionen der Einzelspieler-Kampagne spielt man sowohl die britischen SAS-Soldaten Soap MacTavish und Cpt. Price, den US-Marine Sgt. Paul Jackson, als auch die Bordschützen eines Lockheed AC-130H Spectre Gunship.

### Call of Duty: World at War
Am 2. Dezember 2007 verkündete Activision Blizzard, dass der fünfte Teil der Call-of-Duty-Reihe nicht von Infinity Ward, sondern, wie der dritte Teil, von Treyarch entwickelt wird. Der neue Teil trägt den Untertitel „World at War“. Hauptentwicklungsplattform des Spieles ist die Xbox 360, allerdings erschien es auch für andere aktuelle, stationäre Konsolen, PC sowie Nintendo DS. Das Spiel enthält zwei Kampagnen (Amerikaner im Pazifik und Sowjets in Europa) im Einzelspieler- sowie im Koop-Modus auch als Mehrspieler spielbare Varianten. Die für den fünften Teil verwendete Engine entspricht der Call-of-Duty-4-Engine mit leichter Modifikation. Ebenfalls sind in diesem Teil mehrere neue Aktionen des Charakters möglich als in Call of Duty 4; Fahrzeuge kann man besetzen und steuern, und man kann mit verschiedenen Waffen große Löcher in Mauern schießen, die es ermöglichen, schneller voranzukommen. Der Entwickler hat eine verbesserte künstliche Intelligenz verwendet, etwa können sich Gegner tot stellen und die Spielerfigur später von hinten angreifen. Zusätzlich soll die Wii-Version des Spieles noch den Wii-Zapper unterstützen. Die Veröffentlichung in Europa war am 13. November 2008.

### Call of Duty: Modern Warfare 2
Am 3. Dezember 2008 verkündete Activision Blizzard die Fortsetzung der Modern-Warfare-Reihe, die von Infinity Ward entwickelt wird. Irrtümlicherweise wurde in den ersten Pressemitteilungen nur von Modern Warfare 2 gesprochen, was darauf deutete, dass der Titel ohne den Zusatz Call of Duty auskommen müsste. In einem Twitter-Beitrag des Infinity-Ward-Mitarbeiters Robert Bowling wurde dies im Juli revidiert. Activision selbst erklärte gegenüber dem Internetmagazin Gamespot die Verwechslung wie folgt:
„Infinity Wards Modern Warfare 2 ist der direkte Nachfolger von Call of Duty 4: Modern Warfare. Wir haben den Blickpunkt auf den Namen Modern Warfare gerichtet, um am besten herüberzubringen, dass es sich dabei um das erste echte Sequel inmitten der Call-of-Duty-Reihe handelt.“
Zunächst wurde angekündigt, dass Call of Duty: Modern Warfare 2 im Gegensatz zu seinen Vorgängern in Deutschland ungekürzt und ungeschnitten erscheinen wird. Kurz vor dem Erscheinungsdatum wurde jedoch bekannt, dass dennoch einige Änderungen gegenüber der Originalfassung vorgenommen wurden.
Zudem entwickelte n-Space eine DS-Version von Modern Warfare 2. Diese trägt den Namen Call of Duty Modern Warfare: Mobilized und erschien am 10. November 2009. Call of Duty: Modern Warfare 2 ist der erste Teil der Call-of-Duty-Serie, der auf dem PC Steam zum Spielen voraussetzt.

### Call of Duty: Black Ops
Der siebte Teil der Call-of-Duty-Reihe erschien am 9. November 2010 und spielt unter anderem in Vietnam, Laos, Kuba und Russland. Die Handlung des Spiels wird aus der Sicht von Elitesoldat Alex Mason und CIA-Agent Jason Hudson mit Rückblenden erzählt.
Das Spiel erschien für Xbox 360, PlayStation 3 und PC mit einer Stereoskopie-Funktion, die es dem Spieler ermöglicht, wahlweise zwischen normaler Grafik und 3D-Grafik zu wechseln. Die 3D-Grafik kann nicht nur in dem Einzelspieler Modus, sondern auch im Mehrspieler-Modus und im Online-Modus genutzt werden.

### Call of Duty: Modern Warfare 3
Der achte Teil der Reihe wurde offiziell am 14. Mai 2011 vorgestellt und am 8. November 2011 veröffentlicht. Eigentlich sollte der Nachfolger von Black Ops erst zu einem späteren Zeitpunkt der Öffentlichkeit vorgestellt werden, aber aufgrund eines Informations-Leaks wurde der Titel früher enthüllt. Zusätzlich zu Infinity Ward waren auch noch die Entwicklerstudios Sledgehammer Games und Raven Software bei der Entwicklung mitverantwortlich.

### Call of Duty: Black Ops II
Der neunte Titel von Call of Duty wurde am 1. Mai 2012 während der Basketball-Playoffs auf dem US-amerikanischen Fernsehsender TNT vorgestellt. Der Titel lautet Call of Duty: Black Ops II und ist von Treyarch entwickelt worden. Die Handlung spielt in der nahen Zukunft im Jahre 2025, in einer Welt besessen von technologischem Fortschritt: The Future is Black. Das Spiel erschien am 13. November 2012 und erzielte bereits am ersten Tag einen Umsatz von mehr als 500 Millionen Dollar.

### Call of Duty: Black Ops – Declassified
Dieser Titel wurde als Ableger exklusiv von Nihilistic Software für die Handheld-Konsole PlayStation Vita entwickelt und zeitgleich mit Black Ops 2 am 13. November 2012 veröffentlicht. Es besteht aus einer Reihe zusammenhangsloser Einzelmissionen, die zwischen Black Ops und Black Ops 2 angesiedelt sind, daneben gibt es einen Mehrspielermodus. Mit einer kolportierten Entwicklungszeit von fünf Monaten fiel das Endergebnis bei den Kritikern weitgehend durch.

### Call of Duty: Ghosts
Ghosts ist der zehnte Teil der Call-of-Duty-Serie und wurde am 5. November 2013 für Windows, Xbox 360, PlayStation 3, PlayStation 4, Xbox One und Wii U veröffentlicht. Am 24. April 2013 wurden durch die Supermarktkette Tesco aufgrund eines Fehlers Packshots der Xbox-360- und PS3-Version veröffentlicht. Die Entwicklung wurde von Infinity Ward übernommen. Am 1. Mai 2013 wurde Ghosts offiziell von Activision bestätigt. Die ersten Spielszenen wurden am 21. Mai zusammen mit der Xbox One der Öffentlichkeit gezeigt. Es erzählt die Geschichte von zwei Brüdern, später Soldaten in der US-Army, die aufgrund der Söldnerarmee des Terroristen Rorke für die Freiheit des zerstörten Nordamerikas kämpfen.

### Call of Duty: Advanced Warfare
Advanced Warfare ist der elfte Teil der Serie und ist am 4. November 2014 für Windows, Xbox 360, PlayStation 3, Xbox One und PlayStation 4 erschienen. Im Jahr 2054 ist die größte Militärmacht der Welt kein Land, sondern ein Unternehmen. Jonathan Irons (Kevin Spacey) ist der Führer und Gründer von Atlas, dem größten privaten Militärunternehmen der Welt. Irons beginnt einen Krieg mit den USA, mit der Überzeugung, dass die USA damit gescheitert sind, auf der ganzen Welt Demokratien zu etablieren.

### Call of Duty: Black Ops III
Black Ops 3 ist der zwölfte Teil der Serie und ist am 6. November 2015 für Windows, Xbox 360, PlayStation 3, Xbox One und PlayStation 4 erschienen. Die Handlung spielt in einer dystopischen Zukunft im Jahre 2065, vierzig Jahre nach den Ereignissen von Black Ops 2. Es kämpft die „Black Ops“ gegen die „CDP“. Wissenschaft und Technologie haben sich stark verändert. Dies löst weltweit heftige Proteste aus und man versucht weitere Fortschritte zu stoppen. Die Fassungen für PlayStation 3 und Xbox 360 sind aufgrund der veralteten Konsolentechnik ohne Story-Modus erschienen, es kann nur der Multiplayer-Modus gespielt werden.

### Call of Duty: Infinite Warfare
Am 2. Mai 2016 veröffentlichte Activision einen ersten Trailer zu Infinite Warfare, nachdem bereits einige Tage vorher Information darüber durchgesickert war. Call of Duty: Infinite Warfare bietet als erster Teil ein Weltraumszenario und ist am 4. November 2016 für PC, Xbox One und PlayStation 4 erschienen. In der zum Release erhältlichen Legacy Edition ist außerdem eine überarbeitete Fassung von Call of Duty 4: Modern Warfare für die aktuellen Konsolen enthalten.

### Call of Duty: WWII
Am 21. April 2017 kündigte Activision die Entwicklung von Call of Duty: WWII offiziell an. Die umfangreiche Enthüllung fand am Mittwoch, den 26. April 2017, in Form eines Livestreams auf den jeweiligen Social-Media-Plattformen YouTube, Facebook und Twitch statt. Das Spiel ist am 3. November 2017 für Windows, PlayStation 4 und Xbox One erschienen.

### Call of Duty: Black Ops 4
Am 17. Mai 2018 stellte Activision und das Entwicklerstudio Treyarch den fünfzehnten Teil der Reihe mit dem Namen Call of Duty: Black Ops 4 offiziell vor. Der Debüt-Trailer wurde im Rahmen des „Community Reveal-Events“ neben ersten Informationen veröffentlicht. Das Spiel erschien am 12. Oktober 2018 für Windows, PlayStation 4 und Xbox One.

### Call of Duty: Mobile
Call of Duty: Mobile ist ein neuer Titel in dem Franchise, der für iOS und Android veröffentlicht wurde. Er wurde am 18. März 2019 auf der Game Developers Conference bekannt gegeben. Er enthält Handlungsstränge aus Call of Duty: Black Ops und Call of Duty: Modern Warfare.

### Call of Duty: Modern Warfare (2019)
Der 16. Teil der Call-of-Duty-Reihe, Call of Duty: Modern Warfare, wurde am 30. Mai 2019 mit einem Trailer vorgestellt. Das Spiel ist ein „Soft-Reboot“ der Modern-Warfare-Reihe und stellt eine Rückkehr zu altbekanntem Gameplay der Reihe dar, wie es auch einst mit Call of Duty: WWII der Fall war.

### Call of Duty: Warzone
Call of Duty: Warzone ist ein kostenloses Battle-Royale-Spiel, welches am 10. März 2020 für Microsoft Windows, PlayStation 4 und Xbox One veröffentlicht wurde. Warzone ist integrierter Teil von Call of Duty: Modern Warfare (ab Season 2) und verbunden mit Call of Duty: Black Ops Cold War und Call of Duty: Vanguard. Es kann aber auch eigenständig als kostenloses Spiel heruntergeladen werden.

### Call of Duty: Black Ops Cold War
Der 5. Teil der Black-Ops-Reihe und 17. Teil der Call-of-Duty-Reihe, Call of Duty: Black Ops Cold War, wurde am 26. August 2020 vorgestellt und spielt in den frühen 1980er Jahren des Kalten Krieges. Das Spiel wird gemeinsam von Raven Software und Treyarch entwickelt und wurde am 13. November 2020 veröffentlicht.

### Call of Duty: Vanguard
Call of Duty: Vanguard ist ein Ego-Shooter-Spiel, welches von Sledgehammer Games entwickelt und von Activision veröffentlicht wurde. Es wurde am 5. November 2021 für Microsoft Windows, PlayStation 4, PlayStation 5, Xbox One und Xbox Series X/S veröffentlicht. Es ist der 18. Teil der gesamten Call-of-Duty-Reihe.

### Call of Duty: Modern Warfare II
Call of Duty: Modern Warfare II ist ein Ego-Shooter-Spiel, das von Infinity Ward entwickelt und von Activision am 28. Oktober 2022 für Microsoft Windows, PlayStation 4, PlayStation 5, Xbox One und Xbox Series X/S veröffentlicht wurde. Es ist der 19. Teil der gesamten Call-of-Duty-Reihe.

### Call of Duty: Modern Warfare III
Call of Duty: Modern Warfare III ist ein Ego-Shooter-Spiel, das von Sledgehammer Games, Treyarch und Infinity Ward entwickelt und von Activision am 10. November 2023 für Microsoft Windows, PlayStation 4, PlayStation 5, Xbox One und Xbox Series X/S veröffentlicht wurde. Es ist der 20. Teil der gesamten Call-of-Duty-Reihe.

### Call of Duty: Warzone Mobile
Call of Duty: Warzone Mobile ist die mobile Version des Battle-Royale-Spiels Call of Duty: Warzone, welche am 21. März 2024 offiziell weltweit für Android und iOS veröffentlicht wurde. Die Spielmechanismen, die Karten und die Grafik sind aus der ursprünglichen Konsolen-/PC-Version übernommen. Warzone Mobile erlaubt im Gegensatz zu Warzone statt 150 maximal 120 Spieler pro Match im Battle-Royale-Modus. Weitere Spiel-Modi, wie z. B. Team Deathmatch, sind auch enthalten. Seit dem 19. Mai 2025 steht das Spiel nicht mehr zum Herunterladen zur Verfügung.

### Call of Duty: Black Ops 6
Call of Duty: Black Ops 6 ist der 21. Teil der gesamten Call-of-Duty-Reihe und der 6. Ableger der Black-Ops-Teile. Es erschien am 25. Oktober 2024 für PlayStation 5, Xbox Series, PlayStation 4, Xbox One, und Microsoft Windows.

## Rezeption
| Spiel                                  | GameRankings | Metacritic |
| -------------------------------------- | ------------ | ---------- |
| Call of Duty                           | 92 %         | 91/100     |
| Call of Duty: United Offensive         | 87 %         | 87/100     |
| Call of Duty: Finest Hour              | 76 %         | 73/100     |
| Call of Duty 2                         | 88 %         | 86/100     |
| Call of Duty 2: Big Red One            | 79 %         | 78/100     |
| Call of Duty 3                         |              | 82/100     |
| Call of Duty 4: Modern Warfare         |              | 92/100     |
| Call of Duty: World at War             |              | 83/100     |
| Call of Duty: Modern Warfare 2         |              | 86/100     |
| Call of Duty: Black Ops                |              | 81/100     |
| Call of Duty: Modern Warfare 3         |              | 78/100     |
| Call of Duty: Black Ops – Declassified |              | 33/100     |
| Call of Duty: Black Ops II             |              | 74/100     |
| Call of Duty: Ghosts                   |              | 68/100     |
| Call of Duty: Advanced Warfare         |              | 78/100     |
| Call of Duty: Black Ops III            |              | 73/100     |
| Call of Duty: Infinite Warfare         |              | 73/100     |
| Call of Duty: WWII                     |              | 73/100     |
| Call of Duty: Black Ops 4              |              | 83/100     |
| Call of Duty: Mobile                   |              | 81/100     |
| Call of Duty: Modern Warfare (2019)    |              | 81/100     |
| Call of Duty: Black Ops Cold War       |              | 76/100     |
| Call of Duty: Vanguard                 |              | 73/100     |
| Call of Duty: Modern Warfare II        |              | 79/100     |
| Call of Duty: Modern Warfare III       |              | 58/100     |
| Call of Duty: Black Ops 6              |              | 83/100     |

Die Call-of-Duty-Reihe zählt zu den umsatzstärksten der Branche. Der Firmensprecher von THQ Huw Beynon meinte jedoch, dass der massive Erfolg dem Genre Ego-Shooter eher geschadet hätte. Die Spielmechaniken der Teile seien seit Jahren kaum verändert worden. Während der Militär-Shooter lange Zeit ein kleines Untergenre war, so verdränge dieser jetzt alles andere. Zu Zeiten von Half-Life, System Shock oder GoldenEye 007 sei der Markt diverser gewesen. Die Strategie von Activision setze auf bewährte Technik, die von den gleichen Teams stets leicht verbessert wird. Der Verkaufserfolg belege, dass diese Taktik gut aufgehen kann. Die Erlöse werden jedoch nicht in innovative neue Konzepte gesteckt. Um jährlichen Veröffentlichungszyklus zu stemmen, wechselten sich zunächst zwei, später drei Studios ab, die parallel an Titeln arbeiteten. Nachteilig sei das laut Marktforscher Michael Pachter für die Vorfreude.
Bobby Kotick erklärte, die Strategie sei, dass man ein langlebiges Franchise aufbauen möchte. Zudem lege man sehr viel Wert auf die Meinungen der Spieler. Von 2007 bis 2013 hätten rund 100 Millionen Spieler zumindest einen Teil der Serie gespielt. 2020 wurden mit der Reihe ein Umsatz von 3 Milliarden US-Dollar erzielt. Über 200 Millionen Menschen hätten einen Teil der Call-of-Duty-Serie gespielt. Ende des 1. Quartals 2022 waren die Spielerzahlen auf den Mehrspieler-Plattformen stark rückläufig.
Titel des Franchise spielen mittlerweile mehr als Hollywood-Blockbuster ein. Die realistische Darstellung der Gewalt zum Vergnügen verharmlose jedoch den Krieg. Die Autoren versuchen dabei, ein authentisches Spielerlebnis zu erzeugen, ohne aber den Spieler mit zu viel Militärjargon zu überfordern. Hierfür werde viel mit externen Militärberatern gearbeitet. Fast alle Geschichten sind in der Wirklichkeit verankert, vermischen aber die Realität mit Fiktion. Man versuche stets unpolitisch zu arbeiten und sende keine beabsichtigten Botschaften. Wenn Figuren reale Vorbilder haben, werden die Namen stets abgeändert.

## Musik
Ein Großteil der Hintergrundmusik in Call of Duty stammt vom US-amerikanischen Komponisten Michael Giacchino. Die Hintergrundmusik von Call of Duty 2 wurde von Graeme Revell komponiert. die von Call of Duty 3 von Joel Goldsmith komponiert. Die Hintergrundmusik in Call of Duty 4 komponierte Harry Gregson-Williams. In World at War, Black Ops und in einem Black Ops 2 DLC sang Elena Siegman die Lieder für den Zombiemodus ein. Für die Hintergrundmusik in Call of Duty: Modern Warfare 2 sorgte Hans Zimmer. Die Musik in Modern Warfare 3 komponierte Brian Tyler. Für Call of Duty: Ghosts steuerte Eminem den offiziellen Song des Spiels („Survival“) bei. Die Soundtracks für Call of Duty: Infinite Warfare, Call of Duty: Modern Warfare (2019) und Call of Duty: Modern Warfare II komponierte Sarah Schachner.

## Zensur
Die Spiele, die während des Zweiten Weltkrieges spielen, wurden in der deutschen Version verändert. Verfassungsfeindliche Symbole wie das Hakenkreuz wurden in Balkenkreuze umgeändert, nationalsozialistische Propagandamaterialien (z. B. Poster) wurden entfernt. Außerdem wurden sämtliche Videos am Ende des Spiels, in denen Hitler und SS-Mitglieder zu sehen sind, geschnitten. Teils werde auch die Handlung umgeschrieben, um Konzentrationslager nicht zu erwähnen. Rainer Sigl von DerStandard merkte kritisch an, dass diese ausschließlich für den deutschen Markt auferlegte Selbstzensur die Verbrechen während des Nationalsozialismus verharmlose.
Im vierten Teil wurde der „Arcade Mode“ entfernt, der nach einmaligem Durchspielen freigeschaltet wird. Im Arcade Mode werden dem Spieler Punkte für das Töten von Gegnern zugeschrieben. Auch in der Remastered Fassung wurde dieser entfernt.
Im fünften Teil wurde der sogenannte „Nazizombiemodus“ komplett entfernt, der nach einmaligem Durchspielen der Einzelspielerkampagne freigeschaltet wird. Zudem wurden die Gore-Effekte entfernt, durch die man anderen Personen Gliedmaße oder den Kopf wegschießen konnte, und wenn man auf tote Personen schießt, das Blut sieht. Im Weiteren entfallen einige Skriptsequenzen, in denen der Spieler zum Beispiel dazu aufgefordert wird, Kriegsgefangene umzubringen (wobei der Spieler aber selbst entscheiden muss, ob er den Aufforderungen Folge leistet oder diese ignoriert). Im Nachfolger ist dieser wiederum enthalten. Simon Dick von Watson urteilte, dass einige dies anstößig oder für bedenklich hielten, das Konzept „Nazi-Zombies“ jedoch zur Trash-Unterhaltungskultur gehöre und filmisch oft verarbeitet wurde.
Die Originalfassung von Call of Duty 4 wurde indiziert und eine Listenstreichung im Zuge der Remaster-Fassung abgelehnt.
Die ungekürzte Fassung von Call of Duty: World at War wurde im Januar 2009 durch die BPjM indiziert.
Im sechsten Teil (Modern Warfare 2) wurde eine Mission verändert: Man spielt hier einen CIA-Agenten, der zusammen mit russischen Terroristen einen Anschlag auf einem Flughafen verübt. In der deutschen Version gilt die Mission als gescheitert, wenn man auf Zivilisten schießt. Im Original ist das nicht so. Diese Änderung wurde auch für die japanische Version übernommen. In Russland musste Activision die Originalversion nach Protesten wieder zurückrufen.

## Ableger
Das Entwicklerstudio Vicarious Visions plante einen Call-of-Duty-Ableger mit dem Arbeitstitel Roman Wars. Im Spiel sollte man unter anderem einen römischen Legionär in der Third-Person-Perspektive steuern. Die Verantwortlichen bei Activision entschieden sich letztlich gegen die Entwicklung von Call of Duty: Roman Wars.